# ثوم ويلسون
ثوم ويلسون (بالإنجليزية: Thom Wilson)‏ هو منتج أسطوانات وملحن أمريكي، ولد في القرن العشرين، وتوفي في 8 فبراير 2015.

## وصلات خارجية
- ثوم ويلسون على موقع IMDb (الإنجليزية)
- ثوم ويلسون على موقع ميوزك برينز (الإنجليزية)
- ثوم ويلسون على موقع أول ميوزيك (الإنجليزية)
- ثوم ويلسون على موقع ديسكوغز (الإنجليزية)